# Porta Ardeatina
Porta Ardeatina era um antigo portão da Muralha Aureliana, em Roma, Itália. Ficava entre a Porta de São Sebastião e a Porta de São Paulo, perto dos arcos modernos sob os quais passa a Via Cristoforo Colombo no rione XXI - San Saba.

## História
Este portão foi provavelmente fechado ainda na Alta Idade Média, pois não é mais mencionado depois do século VIII. Com base nos restos ainda existentes, é possível que tenha sido uma simples poterna emoldurada em travertino, cuja característica mais interessante é a presença, tanto dentro quanto fora da muralha, de um trecho pavimentado de uma rua do período romano no qual as marcas deixadas pelo intenso tráfego de carroças ainda são visíveis.
A Porta Ardeatina não tinha torres defensivas, uma característica que foi contornada através de uma projeção da muralha, que passou a servir como um pequeno baluarte.
Segundo uma referência do historiador e humanista Poggio Bracciolini, a Porta Ardeatina tinha uma placa comemorativa lembrando uma reforma realizada pelo imperador romano Honório em 401-3, o que pode significar que não era uma simples passagem secundária, mas um portão de arco único de fato.
Nas imediações, do lado de dentro da muralha, está um túmulo que foi incorporado na muralha, o que está de acordo com o planejamento do imperador Aureliano de, para economizar os custos e acelerar a conclusão da obra, ordenou a integração de antigas estruturas em sua muralha.